# Meeting Stanislas 2012
Meeting Stanislas 2012 – międzynarodowy mityng lekkoatletyczny, które rozegrano 8 lipca 2012 w Nancy. Zawody znalazły się w kalendarzu European Athletics Outdoor Premium Meetings w związku z czym należą do grona najważniejszych mityngów organizowanych w Europie pod egidę Europejskiego Stowarzyszenia Lekkoatletycznego.

## Rezultaty

### Mężczyźni
| Konkurencja:               | 1. miejsce        | Rezultat | 2. miejsce       | Rezultat | 3. miejsce       | Rezultat |
| Bieg na 100 m              | Michael Rodgers   | 9,96w    | Kim Collins      | 9,96w    | Trell Kimmons    | 10,06w   |
| Bieg na 400 m              | Tabarie Henry     | 45,49    | Calvin Smith     | 45,59    | Jarrin Solomon   | 46,16    |
| Bieg na 800 m              | Brice Leroy       | 1:49,14  | Mor Seck         | 1:49,49  | Benjamin Herriau | 1:50,59  |
| Bieg na 1500 m             | James Magut       | 3:39,27  | Bethwel Birgen   | 3:39,35  | Geofrey Barusei  | 3:39,37  |
| Bieg na 110 m przez płotki | Joel Brown        | 13,23    | Orlando Ortega   | 13,25    | Dimitri Bascou   | 13,34 PB |
| Skok o tyczce              | Renaud Lavillenie | 5,73     | Jérôme Clavier   | 5,43     | Alexandre Feger  | 5,43     |
| Skok w dal                 | Pawieł Szalin     | 7,96     | Nicolas Gomont   | 7,91     | Fabrice Lapierre | 7,86w    |
| Rzut oszczepem             | Roman Awramenko   | 79,80    | Marcin Krukowski | 76,95    | Marcin Plener    | 74,68    |

### Kobiety
| Konkurencja:               | 1. miejsce             | Rezultat | 2. miejsce        | Rezultat | 3. miejsce       | Rezultat   |
| Bieg na 100 m              | LaVerne Jones-Ferrette | 10,91w   | Charonda Williams | 10,95w   | Iwet Łałowa      | 11,01w     |
| Bieg na 1500 m             | Siham Hilali           | 4:06,85  | Eunice Sum        | 4:07,38  | Azemra Gebru     | 4:08,39 PB |
| Bieg na 100 m przez płotki | Virginia Powell        | 12,88    | Christina Manning | 13,00    | Perdita Felicien | 13,09      |
| Skok wzwyż                 | Nadiya Dusanova        | 1,88     | Marina Aitowa     | 1,88     | Ołena Chołosza   | 1,88       |
| Pchnięcie kulą             | Valerie Vili           | 20,97    | Jessica Cérival   | 16,67    | Paulina Guba     | 16,62      |